# Ponta Burnay
A Ponta Burnay é uma formação geológica costeira de São Tomé e Príncipe, localizada na ilha de São Tomé, a Oeste da província de Lembá. Este acidente geológico localiza-se próxima ao Rio Edgard e à Ponta Griobo.